# Cucut reial europeu
El cucut reial o cucut garser (Clamator glandarius) és una espècie d'ocell de l'ordre dels cuculiformes.

## Morfologia
No hi ha dimorfisme sexual. La característica més ressortida rau en la presència d'un plomall erèctil grisenc, i el front i resta del capell, foscos. Destaca també la cua llarga i grisa, amb les plomes escalonades de punta blanca. Dorsalment és bru grisenc clapejat de llunetes blanques, tret que també s'estén a les ales. Les parts inferiors són blanques, bé que al coll són un xic més grogues. Té un vol directe i força potent. Emet uns crits molt estridents, amb escataineigs i notes raspants.
Els joves no mostren plomall i tenen el capell negrós. Per altra banda, són més foscos per sobre i menys clapejats i tenen les ales més castanyes, amb les parts inferiors més groguenques.

## Ecologia
És estival als Països Catalans, però d'immigració primerenca. És un ocell força rallador i sociable. Menja moltes erugues de processionàries a la primavera i la seua dieta es diversifica progressivament a mesura que s'acosta l'estiu, època en què pot nodrir-se de sargantanes i de diferents tipus d'invertebrats. Generalment, menja a terra.
El cucut reial i el cucut (Cuculus canorus) són els únics exemplars de l'avifauna ibèrica que presenten el notable i interessant fenomen biològic de la reproducció parasitària, per bé que hi ha alguna petita diferència pel que fa al procés mitjançant el qual ambdues espècies la duen a terme. Als Països Catalans parasita els còrvids, principalment les garses (Pica pica).
Pon un ou o més ous en el niu de l'hoste, els quals són substituïts pels seus. A diferència del cucut, no bandeja cap ou ni pollet del niu, tot i que aquests restaran condemnats a morir de fam.
Els ous són verds blavosos amb taques roges. Neixen després d'una incubació de dotze a catorze dies. Una femella pot pondre fins a setze ous en una temporada.